# 惠临火柴

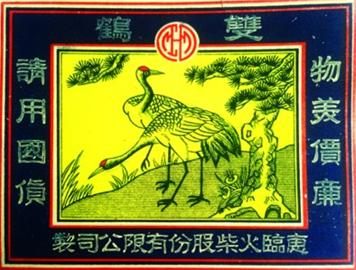
惠临火柴公司双鹤牌火柴的火花

惠临火柴股份有限公司，是中国东北地区历史上存在的一家企业。

## 歷史
惠临火柴是由张惠霖（本名志良）于1921年在奉天省城（今沈阳市）集资18万奉票创立。因为在公司中张惠霖占主要股份，因而以“惠临”命名。“惠临”取“惠霖”的谐音，并有预祝企业兴旺发达，好运“惠临”之义。
惠临火柴的產品共分为“麒麟牌红头火柴”、“红光牌火柴”和“双鹤牌黑头安全火柴”三种。麒麟牌为硫化磷火柴，双鹤牌为安全火柴。后来麒麟牌火柴停产，只生产双鹤牌安全火柴。
由于其生产的火柴成本低，东北的消费者都爱买。所以惠临火柴盈利颇丰，因而公司迅速扩张扩大生产规模后，年产3万余箱火柴，使辽宁地区进口火柴由1921年的4万余箱锐减到1925年的不足千箱，终于把日本火柴挤出辽宁市场。其后惠临火柴兼并了日本火柴企业“奉天燐寸株式会社”。
公司最初的厂址在沈阳皇寺附近，后来生产扩大后，迁址到大西关附近（现在沈阳市沈河区广昌路和杏林街交界的地方）。
1949年后，惠临火柴被国家低价购买，迁往营口并入“营口火柴厂”。